# Oscil·lina
La oscilina és una proteïna soluble amb un pes de 33 kDa que es troba en la superfície del cap dels espermatozoides. S'allibera en l'ooplasma en el moment de la fecundació de l'oòcit, provocant la seva activació mitjançant oscil·lacions de calci en el seu interior l'interior.

## Codificació i síntesi

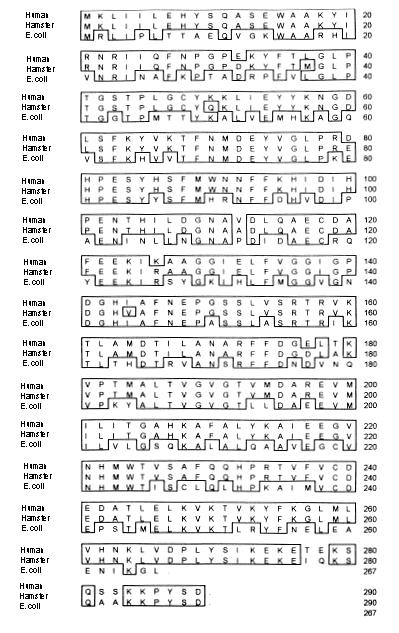
Comparació de les seqüències de tres espècies diferents. En requadre hi ha les seqüències iguals.

La seqüència d'aminoàcids de la oscilina en els humans té una semblança del 96% amb la oscilina dels hàmsters, és a dir, 276 de 289 residus. Estructuralment, és molt semblant a l'enzim glucosa-6-fosfat isomerasa (GNPI) de bacteris (60%) i a l'enzim glucosamina-6-fosfat desaminasa de l'Escherichia coli en un 58%, 155/266 residus en el cas dels humans i 156/266 residus de l'hàmster.
El gen de la proteïna en els humans consta de vuit exons i set introns. Es presenta com a còpia única i es localitza en el cromosoma 5q31.
És possible observar-la mitjançant tècniques d'immunofluorescència.

## Funcions

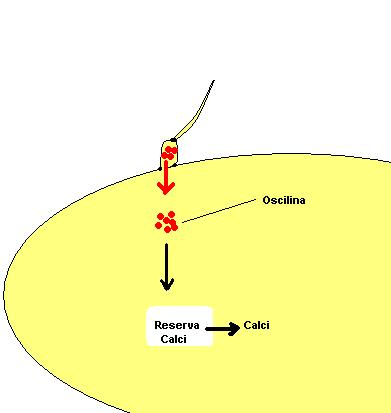
Esquema de la introducció d'oscilina del espermatoziode al òvul

A aquest factor propi dels espermatozoides se li atribueix l'acció d'induïr oscil·lacions de calci dins de l'oòcit que condueixen a l'activació d'aquest només uns segons després de la fusió amb l'espermatozoide. Actua en el reticle endoplasmàtic llis, que és un reservori de Ca2+, provocant l'alliberació d'aquests ions des del punt de fusió de l'espermatozoide fins a la resta de l'oòcit. S'allibera de forma pulsatil·la en forma de polsos d'1 minut que es repeteixen en sèries de 10 minuts durant 3 o 4 hores (ref. 4). Cada vegada que es produeix una onada de calci canvia la concentració introcitoplasmàtica de 50 a 600-1000 nmol/litre de Ca2+. Aquesta activació condueix als següents processos:
- L'expulsió dels següents cossos polars.
- La formació del pronucli femení.
- L'intercanvi de protamines per histones en el nucli espermàtic.
- La formació del pronucli masculí.
- La ubicació del centríol espermàtic per formar l'àster masculí, que és necessari per a la formació del seu pronucli.[5]

## Condicions d'actuació
Com tota proteïna, té condicions de pH i de temperatura òptimes d'actuació:
- pH entre 7 i 9,5 amb activitat del 55% i del 74% respectivament. L'òptim és de 9.
- Temperatura: el rang en què és activa és entre 32 i 47 °C sent 37 °C la seva temperatura òptima, la qual correspon a la temperatura corporal de l'ésser humà.

## Oscilina i esterilitat
Hi ha molts homes que pateixen d'esterilitat. És un problema bastant comú en el qual pot veure's implicada la oscilina i pot ajudar a explicar perquè fracassen un 70% de les fecundacions in vitro. A vegades l'absència o l'incorrecte funcionament d'aquesta proteïna poden provocar o col·laborar amb l'esterilitat, ja que impossibiliten el desenvolupament del zigot una vegada aquest ha estat format per l'òvul i l'espermatozoide. Pot explicar, llavors, perquè en moltes ocasions les microinjeccions d'esperma en l'òvul no sempre funcionen.
La clau en molts tractaments pot basar-se en la fecundació in vitro injectant la proteïna als espermatozoides abans que aquests puguin tenir contacte amb l'òvul i fecundar-lo. D'aquesta manera quan es fecundi l'òvul, l'espermatozoide ja serà capaç de produir les oscil·lacions de calci necessàries per a l'activació del zigot.